# Campeonato Mundial Júnior de Patinação Artística no Gelo
Campeonato Mundial Júnior de Patinação Artística no Gelo é uma competição anual de patinação artística no gelo organizada pela União Internacional de Patinação (ISU).

## Edições
| Ano          | Edição | Cidade sede      | País               | Júnior | Júnior | Júnior | Júnior |
| Ano          | Edição | Cidade sede      | País               | M      | F      | P      | D      |
| ------------ | ------ | ---------------- | ------------------ | ------ | ------ | ------ | ------ |
| 1976         | 1.ª    | Megève           | França             | •      | •      | •      | •      |
| 1977         | 2.ª    | Megève           | França             | •      | •      | •      | •      |
| 1978         | 3.ª    | Megève           | França             | •      | •      | •      | •      |
| 1979         | 4.ª    | Augsburgo        | Alemanha Ocidental | •      | •      | •      | •      |
| 1980         | 5.ª    | Megève           | França             | •      | •      | •      | •      |
| 1981         | 6.ª    | London           | Canadá             | •      | •      | •      | •      |
| 1982         | 7.ª    | Oberstdorf       | Alemanha Ocidental | •      | •      | •      | •      |
| 1983         | 8.ª    | Sarajevo         | Iugoslávia         | •      | •      | •      | •      |
| 1984         | 9.ª    | Sapporo          | Japão              | •      | •      | •      | •      |
| 1985         | 10.ª   | Colorado Springs | Estados Unidos     | •      | •      | •      | •      |
| 1986         | 11.ª   | Sarajevo         | Iugoslávia         | •      | •      | •      | •      |
| 1987         | 12.ª   | Kitchener        | Canadá             | •      | •      | •      | •      |
| 1988         | 13.ª   | Brisbane         | Austrália          | •      | •      | •      | •      |
| 1989         | 14.ª   | Sarajevo         | Iugoslávia         | •      | •      | •      | •      |
| 1990         | 15.ª   | Colorado Springs | Estados Unidos     | •      | •      | •      | •      |
| 1991         | 16.ª   | Budapeste        | Hungria            | •      | •      | •      | •      |
| 1992         | 17.ª   | Hull             | Canadá             | •      | •      | •      | •      |
| 1993         | 18.ª   | Seul             | Coreia do Sul      | •      | •      | •      | •      |
| 1994         | 19.ª   | Colorado Springs | Estados Unidos     | •      | •      | •      | •      |
| 1995         | 20.ª   | Budapeste        | Hungria            | •      | •      | •      | •      |
| 1996         | 21.ª   | Brisbane         | Austrália          | •      | •      | •      | •      |
| 1997         | 22.ª   | Seul             | Coreia do Sul      | •      | •      | •      | •      |
| 1998         | 23.ª   | Saint John       | Canadá             | •      | •      | •      | •      |
| 1999         | 24.ª   | Zagreb           | Croácia            | •      | •      | •      | •      |
| 2000         | 25.ª   | Oberstdorf       | Alemanha           | •      | •      | •      | •      |
| 2001         | 26.ª   | Sófia            | Bulgária           | •      | •      | •      | •      |
| 2002         | 27.ª   | Hamar            | Noruega            | •      | •      | •      | •      |
| 2003         | 28.ª   | Ostrava          | República Tcheca   | •      | •      | •      | •      |
| 2004         | 29.ª   | Haia             | Países Baixos      | •      | •      | •      | •      |
| 2005         | 30.ª   | Kitchener        | Canadá             | •      | •      | •      | •      |
| 2006         | 31.ª   | Liubliana        | Eslovênia          | •      | •      | •      | •      |
| 2007         | 32.ª   | Oberstdorf       | Alemanha           | •      | •      | •      | •      |
| 2008         | 33.ª   | Sófia            | Bulgária           | •      | •      | •      | •      |
| 2009         | 34.ª   | Sófia            | Bulgária           | •      | •      | •      | •      |
| 2010         | 35.ª   | Haia             | Países Baixos      | •      | •      | •      | •      |
| 2011         | 36.ª   | Gangneung        | Coreia do Sul      | •      | •      | •      | •      |
| 2012         | 37.ª   | Minsk            | Bielorrússia       | •      | •      | •      | •      |
| 2013         | 38.ª   | Milão            | Itália             | •      | •      | •      | •      |
| 2014         | 39.ª   | Sófia            | Bulgária           | •      | •      | •      | •      |
| 2015         | 40.ª   | Tallinn          | Estônia            | •      | •      | •      | •      |
| 2016         | 41.ª   | Debrecen         | Hungria            | •      | •      | •      | •      |
| 2017         | 42.ª   | Taipei           | Taiwan             | •      | •      | •      | •      |
| 2018         | 43.ª   | Sófia            | Bulgária           | •      | •      | •      | •      |
| Referências: |        |                  |                    |        |        |        |        |

## Lista de medalhistas

### Individual masculino
| Evento                           | Ouro                                     | Prata                                    | Bronze                                  |
| Megève 1976 (detalhes)           | Mark Cockerell · Estados Unidos          | Takashi Mura · Japão                     | Brian Pockar · Canadá                   |
| Megève 1977 (detalhes)           | Daniel Beland · Canadá                   | Mark Pepperday · Reino Unido             | Richard Furrer · Suíça                  |
| Megève 1978 (detalhes)           | Dennis Coi · Canadá                      | Vladimir Kotin · União Soviética         | Brian Boitano · Estados Unidos          |
| Augsburgo 1979 (detalhes)        | Vitali Egorov · União Soviética          | Bobby Beauchamp · Estados Unidos         | Alexander Fadeev · União Soviética      |
| Megève 1980 (detalhes)           | Alexander Fadeev · União Soviética       | Vitali Egorov · União Soviética          | Falko Kirsten · Alemanha Oriental       |
| London 1981 (detalhes)           | Paul Wylie · Estados Unidos              | Juri Bureiko · União Soviética           | Scott Williams · Estados Unidos         |
| Oberstdorf 1982 (detalhes)       | Scott Williams · Estados Unidos          | Paul Guerrero · Estados Unidos           | Alexander König · Alemanha Oriental     |
| Sarajevo 1983 (detalhes)         | Christopher Bowman · Estados Unidos      | Philippe Roncoli · França                | Nils Köpp · Alemanha Oriental           |
| Sapporo 1984 (detalhes)          | Viktor Petrenko · União Soviética        | Marc Ferland · Canadá                    | Tom Cierniak · Estados Unidos           |
| Colorado Springs 1985 (detalhes) | Erik Larson · Estados Unidos             | Vladimir Petrenko · União Soviética      | Rudy Galindo · Estados Unidos           |
| Sarajevo 1986 (detalhes)         | Vladimir Petrenko · União Soviética      | Rudy Galindo · Estados Unidos            | Yuri Tsimbaliuk · União Soviética       |
| Kitchener 1987 (detalhes)        | Rudy Galindo · Estados Unidos            | Todd Eldredge · Estados Unidos           | Yuri Tsimbaliuk · União Soviética       |
| Brisbane 1988 (detalhes)         | Todd Eldredge · Estados Unidos           | Viacheslav Zagorodniuk · União Soviética | Yuri Tsimbaliuk · União Soviética       |
| Sarajevo 1989 (detalhes)         | Viacheslav Zagorodniuk · União Soviética | Shepherd Clark · Estados Unidos          | Masakazu Kagiyama · Japão               |
| Colorado Springs 1990 (detalhes) | Igor Pashkevich · União Soviética        | Alexei Urmanov · União Soviética         | John Baldwin Jr. · Estados Unidos       |
| Budapeste 1991 (detalhes)        | Vasili Eremenko · União Soviética        | Alexander Abt · União Soviética          | Nicolas Pétorin · França                |
| Hull 1992 (detalhes)             | Dmitri Dmitrenko · União Soviética       | Konstantin Kostin · União Soviética      | Damon Allen · Estados Unidos            |
| Seul 1993 (detalhes)             | Evgeni Pliuta · Ucrânia                  | Michael Weiss · Estados Unidos           | Ilia Kulik · Rússia                     |
| Colorado Springs 1994 (detalhes) | Michael Weiss · Estados Unidos           | Naoki Shigematsu · Japão                 | Jere Michael · Estados Unidos           |
| Budapeste 1995 (detalhes)        | Ilia Kulik · Rússia                      | Thierry Cerez · França                   | Seiichi Suzuki · Japão                  |
| Brisbane 1996 (detalhes)         | Alexei Yagudin · Rússia                  | Takeshi Honda · Japão                    | Guo Zhengxin · China                    |
| Seul 1997 (detalhes)             | Evgeni Plushenko · Rússia                | Timothy Goebel · Estados Unidos          | Guo Zhengxin · China                    |
| Saint John 1998 (detalhes)       | Derrick Delmore · Estados Unidos         | Sergei Davydov · Rússia                  | Li Yunfei · China                       |
| Zagreb 1999 (detalhes)           | Ilia Klimkin · Rússia                    | Vincent Restencourt · França             | Yosuke Takeuchi · Japão                 |
| Oberstdorf 2000 (detalhes)       | Stefan Lindemann · Alemanha              | Vincent Restencourt · França             | Matthew Savoie · Estados Unidos         |
| Sófia 2001 (detalhes)            | Johnny Weir · Estados Unidos             | Evan Lysacek · Estados Unidos            | Vincent Restencourt · França            |
| Hamar 2002 (detalhes)            | Daisuke Takahashi · Japão                | Kevin van der Perren · Bélgica           | Stanislav Timchenko · Rússia            |
| Ostrava 2003 (detalhes)          | Alexander Shubin · Rússia                | Evan Lysacek · Estados Unidos            | Alban Préaubert · França                |
| Haia 2004 (detalhes)             | Andrei Griazev · Rússia                  | Evan Lysacek · Estados Unidos            | Jordan Brauninger · Estados Unidos      |
| Kitchener 2005 (detalhes)        | Nobunari Oda · Japão                     | Yannick Ponsero · França                 | Sergei Dobrin · Rússia                  |
| Liubliana 2006 (detalhes)        | Takahiko Kozuka · Japão                  | Sergei Voronov · Rússia                  | Yannick Ponsero · França                |
| Oberstdorf 2007 (detalhes)       | Stephen Carriere · Estados Unidos        | Patrick Chan · Canadá                    | Sergei Voronov · Rússia                 |
| Sófia 2008 (detalhes)            | Adam Rippon · Estados Unidos             | Artem Borodulin · Rússia                 | Guan Jinlin · China                     |
| Sófia 2009 (detalhes)            | Adam Rippon · Estados Unidos             | Michal Březina · Chéquia                 | Artem Grigoriev · Rússia                |
| Haia 2010 (detalhes)             | Yuzuru Hanyu · Japão                     | Song Nan · China                         | Artur Gachinski · Rússia                |
| Gangneung 2011 (detalhes)        | Andrei Rogozine · Canadá                 | Keiji Tanaka · Japão                     | Alexander Majorov · Suécia              |
| Minsk 2012 (detalhes)            | Yan Han · China                          | Joshua Farris · Estados Unidos           | Jason Brown · Estados Unidos            |
| Milão 2013 (detalhes)            | Joshua Farris · Estados Unidos           | Jason Brown · Estados Unidos             | Shotaro Omori · Estados Unidos          |
| Sófia 2014 (detalhes)            | Nam Nguyen · Canadá                      | Adian Pitkeev · Rússia                   | Nathan Chen · Estados Unidos            |
| Tallinn 2015 (detalhes)          | Shoma Uno · Japão                        | Jin Boyang · China                       | Sota Yamamoto · Japão                   |
| Debrecen 2016 (detalhes)         | Daniel Samohin · Israel                  | Nicolas Nadeau · Canadá                  | Tomoki Hiwatashi · Estados Unidos       |
| Taipei 2017 (detalhes)           | Vincent Zhou · Estados Unidos            | Dmitri Aliev · Rússia                    | Alexander Samarin · Rússia              |
| Sófia 2018 (detalhes)            | Alexey Erokhov · Rússia                  | Artur Danielian · Rússia                 | Matteo Rizzo · Itália                   |
| Harbin 2021                      | Cancelado devido à pandemia de COVID-19  | Cancelado devido à pandemia de COVID-19  | Cancelado devido à pandemia de COVID-19 |

### Individual feminino
| Evento                           | Ouro                                    | Prata                                   | Bronze                                  |
| Megève 1976 (detalhes)           | Suzie Brasher · Estados Unidos          | Garnet Ostermeier · Alemanha Ocidental  | Tracey Solomons · Reino Unido           |
| Megève 1977 (detalhes)           | Carolyn Skoczen · Canadá                | Christa Jorda · Áustria                 | Corine Wyrsch · Suíça                   |
| Megève 1978 (detalhes)           | Jill Sawyer · Estados Unidos            | Kira Ivanova · União Soviética          | Petra Ernert · Alemanha Ocidental       |
| Augsburgo 1979 (detalhes)        | Elaine Zayak · Estados Unidos           | Manuela Ruben · Alemanha Ocidental      | Jacki Farrell · Estados Unidos          |
| Megève 1980 (detalhes)           | Rosalynn Sumners · Estados Unidos       | Kay Thomson · Canadá                    | Carola Paul · Alemanha Oriental         |
| London 1981 (detalhes)           | Tiffany Chin · Estados Unidos           | Marina Serova · União Soviética         | Anna Antonova · União Soviética         |
| Oberstdorf 1982 (detalhes)       | Janina Wirth · Alemanha Oriental        | Cornelia Tesch · Alemanha Ocidental     | Elizabeth Manley · Canadá               |
| Sarajevo 1983 (detalhes)         | Simone Koch · Alemanha Oriental         | Karin Hendschke · Alemanha Oriental     | Parthena Sarafidis · Áustria            |
| Sapporo 1984 (detalhes)          | Karin Hendschke · Alemanha Oriental     | Simone Koch · Alemanha Oriental         | Midori Ito · Japão                      |
| Colorado Springs 1985 (detalhes) | Tatiana Andreeva · União Soviética      | Susanne Becher · Alemanha Ocidental     | Natalia Gorbenko · União Soviética      |
| Sarajevo 1986 (detalhes)         | Natalia Gorbenko · União Soviética      | Susanne Becher · Alemanha Ocidental     | Linda Florkevich · Canadá               |
| Kitchener 1987 (detalhes)        | Cindy Bortz · Estados Unidos            | Susanne Becher · Alemanha Ocidental     | Shannon Allison · Canadá                |
| Brisbane 1988 (detalhes)         | Kristi Yamaguchi · Estados Unidos       | Junko Yaginuma · Japão                  | Yukiko Kashihara · Japão                |
| Sarajevo 1989 (detalhes)         | Jessica Mills · Estados Unidos          | Junko Yaginuma · Japão                  | Surya Bonaly · França                   |
| Colorado Springs 1990 (detalhes) | Yuka Sato · Japão                       | Surya Bonaly · França                   | Tanja Krienke · Alemanha Oriental       |
| Budapeste 1991 (detalhes)        | Surya Bonaly · França                   | Lisa Ervin · Estados Unidos             | Chen Lu · China                         |
| Hull 1992 (detalhes)             | Laetitia Hubert · França                | Lisa Ervin · Estados Unidos             | Chen Lu · China                         |
| Seul 1993 (detalhes)             | Kumiko Koiwai · Japão                   | Lisa Ervin · Estados Unidos             | Tanja Szewczenko · Alemanha             |
| Colorado Springs 1994 (detalhes) | Michelle Kwan · Estados Unidos          | Krisztina Czakó · Hungria               | Irina Slutskaya · Rússia                |
| Budapeste 1995 (detalhes)        | Irina Slutskaya · Rússia                | Elena Ivanova · Rússia                  | Krisztina Czakó · Hungria               |
| Brisbane 1996 (detalhes)         | Elena Ivanova · Rússia                  | Elena Pingacheva · Rússia               | Nadezhda Kanaeva · Rússia               |
| Seul 1997 (detalhes)             | Sydne Vogel · Estados Unidos            | Elena Sokolova · Rússia                 | Elena Ivanova · Rússia                  |
| Saint John 1998 (detalhes)       | Julia Soldatova · Rússia                | Elena Ivanova · Rússia                  | Viktoria Volchkova · Rússia             |
| Zagreb 1999 (detalhes)           | Daria Timoshenko · Rússia               | Sarah Hughes · Estados Unidos           | Viktoria Volchkova · Rússia             |
| Oberstdorf 2000 (detalhes)       | Jennifer Kirk · Estados Unidos          | Deanna Stellato · Estados Unidos        | Sarah Meier · Suíça                     |
| Sófia 2001 (detalhes)            | Kristina Oblasova · Rússia              | Ann Patrice McDonough · Estados Unidos  | Susanna Pöykiö · Finlândia              |
| Hamar 2002 (detalhes)            | Ann Patrice McDonough · Estados Unidos  | Yukari Nakano · Japão                   | Miki Ando · Japão                       |
| Ostrava 2003 (detalhes)          | Yukina Ota · Japão                      | Miki Ando · Japão                       | Carolina Kostner · Itália               |
| Haia 2004 (detalhes)             | Miki Ando · Japão                       | Kimmie Meissner · Estados Unidos        | Katy Taylor · Estados Unidos            |
| Kitchener 2005 (detalhes)        | Mao Asada · Japão                       | Kim Yuna · Coreia do Sul                | Emily Hughes · Estados Unidos           |
| Liubliana 2006 (detalhes)        | Kim Yuna · Coreia do Sul                | Mao Asada · Japão                       | Christine Zukowski · Estados Unidos     |
| Oberstdorf 2007 (detalhes)       | Caroline Zhang · Estados Unidos         | Mirai Nagasu · Estados Unidos           | Ashley Wagner · Estados Unidos          |
| Sófia 2008 (detalhes)            | Rachael Flatt · Estados Unidos          | Caroline Zhang · Estados Unidos         | Mirai Nagasu · Estados Unidos           |
| Sófia 2009 (detalhes)            | Alena Leonova · Rússia                  | Caroline Zhang · Estados Unidos         | Ashley Wagner · Estados Unidos          |
| Haia 2010 (detalhes)             | Kanako Murakami · Japão                 | Agnes Zawadzki · Estados Unidos         | Polina Agafonova · Rússia               |
| Gangneung 2011 (detalhes)        | Adelina Sotnikova · Rússia              | Elizaveta Tuktamysheva · Rússia         | Agnes Zawadzki · Estados Unidos         |
| Minsk 2012 (detalhes)            | Julia Lipnitskaia · Rússia              | Gracie Gold · Estados Unidos            | Adelina Sotnikova · Rússia              |
| Milão 2013 (detalhes)            | Elena Radionova · Rússia                | Julia Lipnitskaia · Rússia              | Anna Pogorilaya · Rússia                |
| Sófia 2014 (detalhes)            | Elena Radionova · Rússia                | Serafima Sakhanovich · Rússia           | Evgenia Medvedeva · Rússia              |
| Tallinn 2015 (detalhes)          | Evgenia Medvedeva · Rússia              | Serafima Sakhanovich · Rússia           | Wakaba Higuchi · Japão                  |
| Debrecen 2016 (detalhes)         | Marin Honda · Japão                     | Maria Sotskova · Rússia                 | Wakaba Higuchi · Japão                  |
| Taipei 2017 (detalhes)           | Alina Zagitova · Rússia                 | Marin Honda · Japão                     | Kaori Sakamoto · Japão                  |
| Sófia 2018 (detalhes)            | Alexandra Trusova · Rússia              | Alena Kostornaia · Rússia               | Mako Yamashita · Japão                  |
| Zagreb 2019 (detalhes)           | Alexandra Trusova · Rússia              | Anna Shcherbakova · Rússia              | Ting Cui · Estados Unidos               |
| Tallinn 2020 (detalhes)          | Kamila Valieva · Rússia                 | Daria Usacheva · Rússia                 | Alysa Liu · Estados Unidos              |
| Harbin 2021                      | Cancelado devido à pandemia de COVID-19 | Cancelado devido à pandemia de COVID-19 | Cancelado devido à pandemia de COVID-19 |

### Duplas
| Evento                           | Ouro                                                        | Prata                                                    | Bronze                                                   |
| Megève 1976 (detalhes)           | Sherri Baier · Robin Cowan · Canadá                         | Lorene Mitchell · Donald Mitchell · Estados Unidos       | Elizabeth Cain · Peter Cain · Austrália                  |
| Megève 1977 (detalhes)           | Josée France · Paul Mills · Canadá                          | Elga Balk · Gavin MacPherson · África do Sul             | nenhum outro competidor                                  |
| Megève 1978 (detalhes)           | Barbara Underhill · Paul Martini · Canadá                   | Jana Blahová · Ludek Feno · Checoslováquia               | Beth Flora · Ken Flora · Estados Unidos                  |
| Augsburgo 1979 (detalhes)        | Veronika Pershina · Marat Akbarov · União Soviética         | Larisa Selezneva · Oleg Makarov · União Soviética        | Lori Baier · Lloyd Eisler · Canadá                       |
| Megève 1980 (detalhes)           | Larisa Selezneva · Oleg Makarov · União Soviética           | Marina Nikitiuk · Rashid Kadyrkaev · União Soviética     | Kathia Dubec · Xavier Douillard · França                 |
| London 1981 (detalhes)           | Larisa Selezneva · Oleg Makarov · União Soviética           | Lorri Baier · Lloyd Eisler · Canadá                      | Marina Nikitiuk · Rashid Kadyrkaev · União Soviética     |
| Oberstdorf 1982 (detalhes)       | Marina Avstriskaya · Yuri Kvashnin · União Soviética        | Inna Bekker · Sergei Likhanski · União Soviética         | Babette Preußler · Torsten Ohlow · Alemanha Oriental     |
| Sarajevo 1983 (detalhes)         | Marina Avstriskaia · Yuri Kvashnin · União Soviética        | Peggy Seidel · Ralf Seifert · Alemanha Oriental          | Inna Bekker · Sergei Likhanski · União Soviética         |
| Sapporo 1984 (detalhes)          | Manuela Landgraf · Ingo Steuer · Alemanha Oriental          | Susan Dungjen · Jason Dungjen · Estados Unidos           | Olga Neizvestnaya · Sergei Khudiakov · União Soviética   |
| Colorado Springs 1985 (detalhes) | Ekaterina Gordeeva · Sergei Grinkov · União Soviética       | Irina Mironenko · Dmitri Shkidchenko · União Soviética   | Elena Gud · Evgeni Koltun · União Soviética              |
| Sarajevo 1986 (detalhes)         | Elena Leonova · Gennadi Krasnitski · União Soviética        | Irina Mironenko · Dmitri Shkidchenko · União Soviética   | Ekaterina Murugova · Artem Torgashev · União Soviética   |
| Kitchener 1987 (detalhes)        | Elena Leonova · Gennadi Krasnitski · União Soviética        | Ekaterina Murugova · Artem Torgashev · União Soviética   | Kristi Yamaguchi · Rudy Galindo · Estados Unidos         |
| Brisbane 1988 (detalhes)         | Kristi Yamaguchi · Rudy Galindo · Estados Unidos            | Evgenia Chernyshova · Dmitri Sukhanov · União Soviética  | Yulia Liashenko · Andrei Bushkov · União Soviética       |
| Sarajevo 1989 (detalhes)         | Evgenia Chernyshova · Dmitri Sukhanov · União Soviética     | Angela Caspari · Marno Kreft · Alemanha Oriental         | Irina Saifutdinova · Alexei Tikhonov · União Soviética   |
| Colorado Springs 1990 (detalhes) | Natalia Krestianinova · Alexei Torchinski · União Soviética | Svetlana Pristav · Vladislav Tkachenko · União Soviética | Jennifer Heurlin · John Frederiksen · Estados Unidos     |
| Budapeste 1991 (detalhes)        | Natalia Krestianinova · Alexei Torchinski · União Soviética | Svetlana Pristav · Vladislav Tkachenko · União Soviética | Jennifer Heurlin · John Frederiksen · Estados Unidos     |
| Hull 1992 (detalhes)             | Natalia Krestianinova · Alexei Torchinski · União Soviética | Caroline Haddad · Jean-Sebastien Fecteau · Canadá        | Svetlana Pristav · Vladislav Tkachenko · União Soviética |
| Seul 1993 (detalhes)             | Inga Korshunova · Dmitri Saveliev · Rússia                  | Maria Petrova · Anton Sikharulidze · Rússia              | Isabelle Coulombe · Bruno Marcotte · Canadá              |
| Colorado Springs 1994 (detalhes) | Maria Petrova · Anton Sikharulidze · Rússia                 | Caroline Haddad · Jean-Sebastien Fecteau · Canadá        | Galina Maniachenko · Evgeni Gigurski · Ucrânia           |
| Budapeste 1995 (detalhes)        | Maria Petrova · Anton Sikharulidze · Rússia                 | Danielle Hartsell · Steve Hartsell · Estados Unidos      | Evgenia Filonenko · Igor Marchenko · Ucrânia             |
| Brisbane 1996 (detalhes)         | Victoria Maxiuta · Vladislav Zhovnirski · Rússia            | Evgenia Filonenko · Igor Marchenko · Ucrânia             | Danielle Hartsell · Steve Hartsell · Estados Unidos      |
| Seul 1997 (detalhes)             | Danielle Hartsell · Steve Hartsell · Estados Unidos         | Maria Petrova · Teimuraz Pulin · Rússia                  | Victoria Maxiuta · Vladislav Zhovnirski · Rússia         |
| Saint John 1998 (detalhes)       | Julia Obertas · Dmitri Palamarchuk · Ucrânia                | Svetlana Nikolaeva · Alexei Sokolov · Rússia             | Victoria Maxiuta · Vladislav Zhovnirski · Rússia         |
| Zagreb 1999 (detalhes)           | Julia Obertas · Dmitri Palamarchuk · Ucrânia                | Laura Handy · Paul Binnebose · Estados Unidos            | Victoria Maxiuta · Vladislav Zhovnirski · Rússia         |
| Oberstdorf 2000 (detalhes)       | Aliona Savchenko · Stanislav Morozov · Ucrânia              | Julia Obertas · Dmitri Palamarchuk · Ucrânia             | Julia Shapiro · Alexei Sokolov · Rússia                  |
| Sófia 2001 (detalhes)            | Zhang Dan · Zhang Hao · China                               | Yuko Kawaguchi · Alexander Markuntsov · Japão            | Kristen Roth · Michael McPherson · Estados Unidos        |
| Hamar 2002 (detalhes)            | Elena Riabchuk · Stanislav Zakarov · Rússia                 | Julia Karbovskaya · Sergei Slavnov · Rússia              | Ding Yang · Ren Zhongfei · China                         |
| Ostrava 2003 (detalhes)          | Zhang Dan · Zhang Hao · China                               | Ding Yang · Ren Zhongfei · China                         | Jennifer Don · Jonathon Hunt · Estados Unidos            |
| Haia 2004 (detalhes)             | Natalia Shestakova · Pavel Lebedev · Rússia                 | Jessica Dube · Bryce Davison · Canadá                    | Maria Mukhortova · Maxim Trankov · Rússia                |
| Kitchener 2005 (detalhes)        | Maria Mukhortova · Maxim Trankov · Rússia                   | Jessica Dubé · Bryce Davison · Canadá                    | Tatiana Kokoreva · Egor Golovkin · Rússia                |
| Liubliana 2006 (detalhes)        | Julia Vlassov · Drew Meekins · Estados Unidos               | Kendra Moyle · Andy Seitz · Estados Unidos               | Ksenia Krasilnikova · Konstantin Bezmaternikh · Rússia   |
| Oberstdorf 2007 (detalhes)       | Keauna McLaughlin · Rockne Brubaker · Estados Unidos        | Vera Bazarova · Yuri Larionov · Rússia                   | Ksenia Krasilnikova · Konstantin Bezmaternikh · Rússia   |
| Sófia 2008 (detalhes)            | Ksenia Krasilnikova · Konstantin Bezmaternikh · Rússia      | Lubov Iliushechkina · Nodari Maisuradze · Rússia         | Dong Huibo · Wu Yiming · China                           |
| Sófia 2009 (detalhes)            | Lubov Iliushechkina · Nodari Maisuradze · Rússia            | Anastasia Martiusheva · Alexei Rogonov · Rússia          | Marissa Castelli · Simon Shnapir · Estados Unidos        |
| Haia 2010 (detalhes)             | Sui Wenjing · Han Cong · China                              | Narumi Takahashi · Mervin Tran · Japão                   | Ksenia Stolbova · Fedor Klimov · Rússia                  |
| Gangneung 2011 (detalhes)        | Sui Wenjing · Han Cong · China                              | Ksenia Stolbova · Fedor Klimov · Rússia                  | Narumi Takahashi · Mervin Tran · Japão                   |
| Minsk 2012 (detalhes)            | Sui Wenjing · Han Cong · China                              | Yu Xiaoyu · Jin Yang · China                             | Vasilisa Davankova · Andrei Deputat · Rússia             |
| Milão 2013 (detalhes)            | Haven Denney · Brandon Frazier · Estados Unidos             | Margaret Purdy · Michael Marinaro · Canadá               | Lina Fedorova · Maxim Miroshkin · Rússia                 |
| Sófia 2014 (detalhes)            | Yu Xiaoyu · Jin Yang · China                                | Evgenia Tarasova · Vladimir Morozov · Rússia             | Maria Vigalova · Egor Zakroev · Rússia                   |
| Tallinn 2015 (detalhes)          | Yu Xiaoyu · Jin Yang · China                                | Julianne Séguin · Charlie Bilodeau · Canadá              | Lina Fedorova · Maxim Miroshkin · Rússia                 |
| Debrecen 2016 (detalhes)         | Anna Dušková · Martin Bidař · República Tcheca              | Anastasia Mishina · Vladislav Mirzoev · Rússia           | Ekaterina Borisova · Dmitry Sopot · Rússia               |
| Taipei 2017 (detalhes)           | Ekaterina Alexandrovskaya · Harley Windsor · Austrália      | Aleksandra Boikova · Dmitrii Kozlovskii · Rússia         | Gao Yumeng · Xie Zhong · China                           |
| Sófia 2018 (detalhes)            | Daria Pavliuchenko · Denis Khodykin · Rússia                | Polina Kostiukovich · Dmitrii Ialin · Rússia             | Anastasia Mishina · Aleksandr Galiamov · Rússia          |
| Harbin 2021                      | Cancelado devido à pandemia de COVID-19                     | Cancelado devido à pandemia de COVID-19                  | Cancelado devido à pandemia de COVID-19                  |

### Dança no gelo
| Evento                           | Ouro                                                    | Prata                                                     | Bronze                                                    |
| Megève 1976 (detalhes)           | Kathryn Winter · Nicholas Slater · Reino Unido          | Denise Best · David Dagnell · Reino Unido                 | Martine Olivier · Yves Tarayre · França                   |
| Megève 1977 (detalhes)           | Wendy Sessions · Mark Reed · Reino Unido                | Karen Barber · Kim Spreyer · Reino Unido                  | Marie McNeil · Robert McCall · Canadá                     |
| Megève 1978 (detalhes)           | Tatiana Durasova · Sergei Ponomarenko · União Soviética | Kelly Johnson · Kris Barber · Canadá                      | Nathalie Herve · Pierre Husarek · França                  |
| Augsburgo 1979 (detalhes)        | Tatiana Durasova · Sergei Ponomarenko · União Soviética | Elena Batanova · Andrei Antonov · União Soviética         | Kelly Johnson · Kris Barber · Canadá                      |
| Megève 1980 (detalhes)           | Elena Batanova · Alexei Soloviev · União Soviética      | Judit Péterfy · Csaba Bálint · Hungria                    | Renée Roca · Andrew Ouellette · Estados Unidos            |
| London 1981 (detalhes)           | Elena Batanova · Alexei Soloviev · União Soviética      | Natalia Annenko · Vadim Karkachev · União Soviética       | Karyn Garossino · Rodney Garossino · Canadá               |
| Oberstdorf 1982 (detalhes)       | Natalia Annenko · Vadim Karkachev · União Soviética     | Tatiana Gladkova · Igor Shpilband · União Soviética       | Lynda Malek · Alexander Miller · Estados Unidos           |
| Sarajevo 1983 (detalhes)         | Tatiana Gladkova · Igor Shpilband · União Soviética     | Elena Novikova · Oleg Bliakhman · União Soviética         | Christina Yatsuhashi · Keith Yatsuhashi · Estados Unidos  |
| Sapporo 1984 (detalhes)          | Elena Krikanova · Evgeny Platov · União Soviética       | Christina Yatsuhashi · Keith Yatsuhashi · Estados Unidos  | Svetlana Liapina · Georgi Sur · União Soviética           |
| Colorado Springs 1985 (detalhes) | Elena Krikanova · Evgeni Platov · União Soviética       | Svetlana Liapina · Georgi Sur · União Soviética           | Doriane Bontemps · Charles Paliard · França               |
| Sarajevo 1986 (detalhes)         | Elena Krikanova · Evgeny Platov · União Soviética       | Svetlana Serkeli · Andrei Zharkov · União Soviética       | Corinne Paliard · Didier Courtois · França                |
| Kitchener 1987 (detalhes)        | Ilona Melnichenko · Gennadi Kaskov · União Soviética    | Oksana Grishuk · Alexander Chichkov · União Soviética     | Catherine Pal · Donald Godfrey · Canadá                   |
| Brisbane 1988 (detalhes)         | Oksana Grishuk · Alexander Chichkov · União Soviética   | Irina Antsiferova · Maxim Sevastianov · União Soviética   | Maria Orlova · Oleg Ovsyannikov · União Soviética         |
| Sarajevo 1989 (detalhes)         | Angelika Kirkhmaier · Dmitri Lagutin · União Soviética  | Liudmila Berezova · Vladimir Fedorov · União Soviética    | Marina Morel · Gwendal Peizerat · França                  |
| Colorado Springs 1990 (detalhes) | Marina Anissina · Ilia Averbukh · União Soviética       | Elena Kustarova · Sergei Romashkin · União Soviética      | Marie-France Dubreuil · Bruno Yvars · Canadá              |
| Budapeste 1991 (detalhes)        | Aliki Stergiadu · Yuri Razguliaiev · União Soviética    | Marina Morel · Gwendal Peizerat · França                  | Elena Kustarova · Sergei Romashkin · União Soviética      |
| Hull 1992 (detalhes)             | Marina Anissina · Ilia Averbukh · União Soviética       | Yaroslava Nechaeva · Yuri Chesnichenko · União Soviética  | Amelie Dion · Alexandre Alain · Canadá                    |
| Seul 1993 (detalhes)             | Ekaterina Svirina · Sergei Sakhnovski · Rússia          | Sylwia Nowak · Sebastian Kolasinski · Polónia             | Beranger Nau · Luc Moneger · França                       |
| Colorado Springs 1994 (detalhes) | Sylwia Nowak · Sebastian Kolasinski · Polónia           | Ekaterina Svirina · Sergei Sakhnovski · Rússia            | Agnes Jacquemard · Alexis Gayet · França                  |
| Budapeste 1995 (detalhes)        | Olga Sharutenko · Dmitri Naumkin · Rússia               | Stephanie Guardia · Franck Laporte · França               | Iwona Filipowicz · Michal Szumski · Polónia               |
| Brisbane 1996 (detalhes)         | Ekaterina Davydova · Roman Kostomarov · Rússia          | Isabelle Delobel · Olivier Schoenfelder · França          | Natalia Gudina · Vitali Kurkudym · Ucrânia                |
| Seul 1997 (detalhes)             | Nina Ulanova · Mikhail Stifounin · Rússia               | Oksana Potdykova · Denis Petukhov · Rússia                | Agata Błażowska · Marcin Kozubek · Polónia                |
| Saint John 1998 (detalhes)       | Jessica Joseph · Charles Butler Jr. · Estados Unidos    | Federica Faiella · Luciano Milo · Itália                  | Oksana Potdykova · Denis Petukhov · Rússia                |
| Zagreb 1999 (detalhes)           | Jamie Silverstein · Justin Pekarek · Estados Unidos     | Federica Faiella · Luciano Milo · Itália                  | Natalia Romaniuta · Danil Barantsev · Rússia              |
| Oberstdorf 2000 (detalhes)       | Natalia Romaniuta · Danil Barantsev · Rússia            | Emilie Nussear · Brandon Forsyth · Estados Unidos         | Tanith Belbin · Benjamin Agosto · Estados Unidos          |
| Sófia 2001 (detalhes)            | Natalia Romaniuta · Daniil Barantsev · Rússia           | Tanith Belbin · Benjamin Agosto · Estados Unidos          | Elena Khaliavina · Maxim Shabalin · Rússia                |
| Hamar 2002 (detalhes)            | Tanith Belbin · Benjamin Agosto · Estados Unidos        | Elena Khaliavina · Maxim Shabalin · Rússia                | Elena Romanovskaya · Alexander Grachev · Rússia           |
| Ostrava 2003 (detalhes)          | Oksana Domnina · Maxim Shabalin · Rússia                | Nóra Hoffmann · Attila Elek · Hungria                     | Elena Romanovskaya · Alexander Grachev · Rússia           |
| Haia 2004 (detalhes)             | Elena Romanovskaya · Alexander Grachev · Rússia         | Nóra Hoffmann · Attila Elek · Hungria                     | Morgan Matthews · Maxim Zavozin · Estados Unidos          |
| Kitchener 2005 (detalhes)        | Morgan Matthews · Maxim Zavozin · Estados Unidos        | Tessa Virtue · Scott Moir · Canadá                        | Anastasia Gorshkova · Ilia Tkachenko · Rússia             |
| Liubliana 2006 (detalhes)        | Tessa Virtue · Scott Moir · Canadá                      | Natalia Mikhailova · Arkadi Sergeev · Rússia              | Meryl Davis · Charlie White · Estados Unidos              |
| Oberstdorf 2007 (detalhes)       | Ekaterina Bobrova · Dmitri Soloviev · Rússia            | Grethe Grünberg · Kristian Rand · Estónia                 | Kaitlyn Weaver · Andrew Poje · Canadá                     |
| Sófia 2008 (detalhes)            | Emily Samuelson · Evan Bates · Estados Unidos           | Vanessa Crone · Paul Poirier · Canadá                     | Kristina Gorshkova · Vitali Butikov · Rússia              |
| Sófia 2009 (detalhes)            | Madison Chock · Greg Zuerlein · Estados Unidos          | Maia Shibutani · Alex Shibutani · Estados Unidos          | Ekaterina Riazanova · Jonathan Guerreiro · Rússia         |
| Haia 2010 (detalhes)             | Elena Ilinykh · Nikita Katsalapov · Rússia              | Alexandra Paul · Mitchell Islam · Canadá                  | Ksenia Monko · Kirill Khaliavin · Rússia                  |
| Gangneung 2011 (detalhes)        | Ksenia Monko · Kirill Khaliavin · Rússia                | Ekaterina Pushkash · Jonathan Guerreiro · Rússia          | Charlotte Lichtman · Dean Copely · Estados Unidos         |
| Minsk 2012 (detalhes)            | Victoria Sinitsina · Ruslan Zhiganshin · Rússia         | Alexandra Stepanova · Ivan Bukin · Rússia                 | Alexandra Aldridge · Daniel Eaton · Estados Unidos        |
| Milão 2013 (detalhes)            | Alexandra Stepanova · Ivan Bukin · Rússia               | Gabriella Papadakis · Guillaume Cizeron · França          | Alexandra Aldridge · Daniel Eaton · Estados Unidos        |
| Sófia 2014 (detalhes)            | Kaitlin Hawayek · Jean-Luc Baker · Estados Unidos       | Anna Yanovskaya · Sergey Mozgov · Rússia                  | Madeline Edwards · Zhao Kai Pang · Canadá                 |
| Tallinn 2015 (detalhes)          | Anna Yanovskaya · Sergey Mozgov · Rússia                | Lorraine McNamara · Quinn Carpenter · Estados Unidos      | Oleksandra Nazarova · Maksym Nikitin · Ucrânia            |
| Debrecen 2016 (detalhes)         | Lorraine McNamara · Quinn Carpenter · Estados Unidos    | Rachel Parsons · Michael Parsons · Estados Unidos         | Alla Loboda · Pavel Drozd · Rússia                        |
| Taipei 2017 (detalhes)           | Rachel Parsons · Michael Parsons · Estados Unidos       | Alla Loboda · Pavel Drozd · Rússia                        | Christina Carreira · Anthony Ponomarenko · Estados Unidos |
| Sófia 2018 (detalhes)            | Anastasia Skoptsova · Kirill Aleshin · Rússia           | Christina Carreira · Anthony Ponomarenko · Estados Unidos | Arina Ushakova · Maxim Nekrasov · Rússia                  |
| Harbin 2021                      | Cancelado devido à pandemia de COVID-19                 | Cancelado devido à pandemia de COVID-19                   | Cancelado devido à pandemia de COVID-19                   |